# Willamette (meteorite)
Il meteorite Willamette, ufficialmente chiamato Willamette, è un meteorite ferroso scoperto in Oregon nel 1902, ma già conosciuto da molto tempo dalle popolazioni native.

## Ritrovamento
Il nome del meteorite deriva dal luogo di rinvenimento, la Willamette Valley, nell'Oregon. Sebbene sia probabile che il meteorite fosse già conosciuto dai nativi americani, la scoperta moderna è attribuita a Ellis Hughes che la rinvenne nel 1902.
È il meteorite più grande rinvenuto negli Stati Uniti e il sesto più grande al mondo. Sul luogo del rinvenimento del meteorite non è stata ritrovata traccia del cratere di impatto ed è perciò stato ipotizzato che il luogo naturale d'impatto si trovasse in Canada e che sia stato trasportato nel luogo del rinvenimento dallo scorrimento della calotta glaciale.

## Classificazione
Classificato come meteorite ferroso di tipo IIIAB. Dal punto di vista strutturale è una ottaedrite media ricristallizzata. È composto al 91% da ferro, al 7.62% da nichel, mentre sono rinvenibili solamente in traccia cobalto e fosforo.

## Aspetto

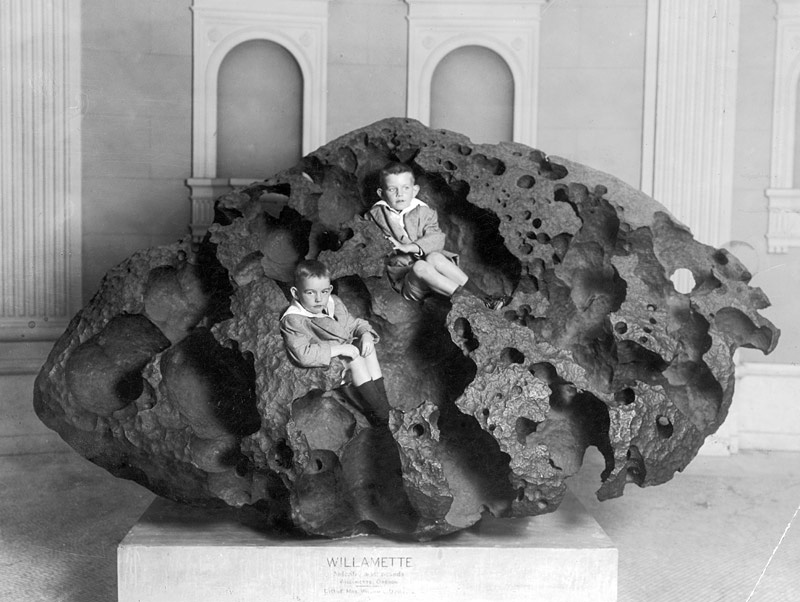
Due bambini seduti dentro i vuoti causati dalla corrosione

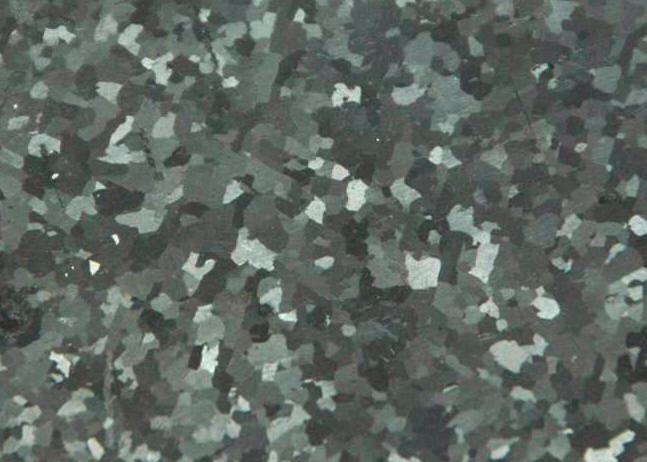
Aspetto di una sezione lucidata e incisa

Una delle caratteristiche peculiari della meteorite Willamette è l'aspetto a groviera. I grossi buchi che si vedono su tutta la superficie non sono regmagliti dovute all'ablazione atmosferica o bolle come quelle delle rocce effusive, ma vuoti lasciati dal processo di corrosione del metallo causato dagli agenti chimici e atmosferici dell'ambiente terrestre. La forma della meteorite è a scudo, indice di un orientamento abbastanza stabile durante la discesa attraverso l'atmosfera. Ha un peso di 15,5 tonnellate.
L'aspetto della struttura di Widmanstätten non è quello tipico di un'ottaedrite media. Infatti si parla di "ottaedrite ricristallizzata": un significativo evento di riscaldamento sul corpo progenitore ha causato la ricristallizzazione del metallo nascondendo in parte la struttura di Widmanstätten.

## Conservazione
È attualmente esposta all'American Museum of Natural History.